# Zelda Rubinstein
Zelda Rubinstein (Pittsburgh, 28 mei 1933 - Los Angeles, 27 januari 2010) was een Amerikaans actrice.
Zij werd bekend door haar rollen in de Poltergeist-films (als het medium Tangina) en in de televisiereeks Picket Fences. Rubinstein was slechts 1,30 m groot vanwege een aandoening aan de adenohypofyse.

## Filmografie (selectie)
- 1982: Poltergeist
- 1986: Poltergeist II – The Other Side
- 1988: Poltergeist III
- 1989: Teen Witch
- 2006: Behind the Mask: The Rise of Leslie Vernon